# Fabrica di Roma
Fabrica di Roma är en ort och kommun i provinsen Viterbo i regionen Lazio i Italien. Kommunen hade 8 275 invånare (2018).